# Gentse barge (schip, 2003)

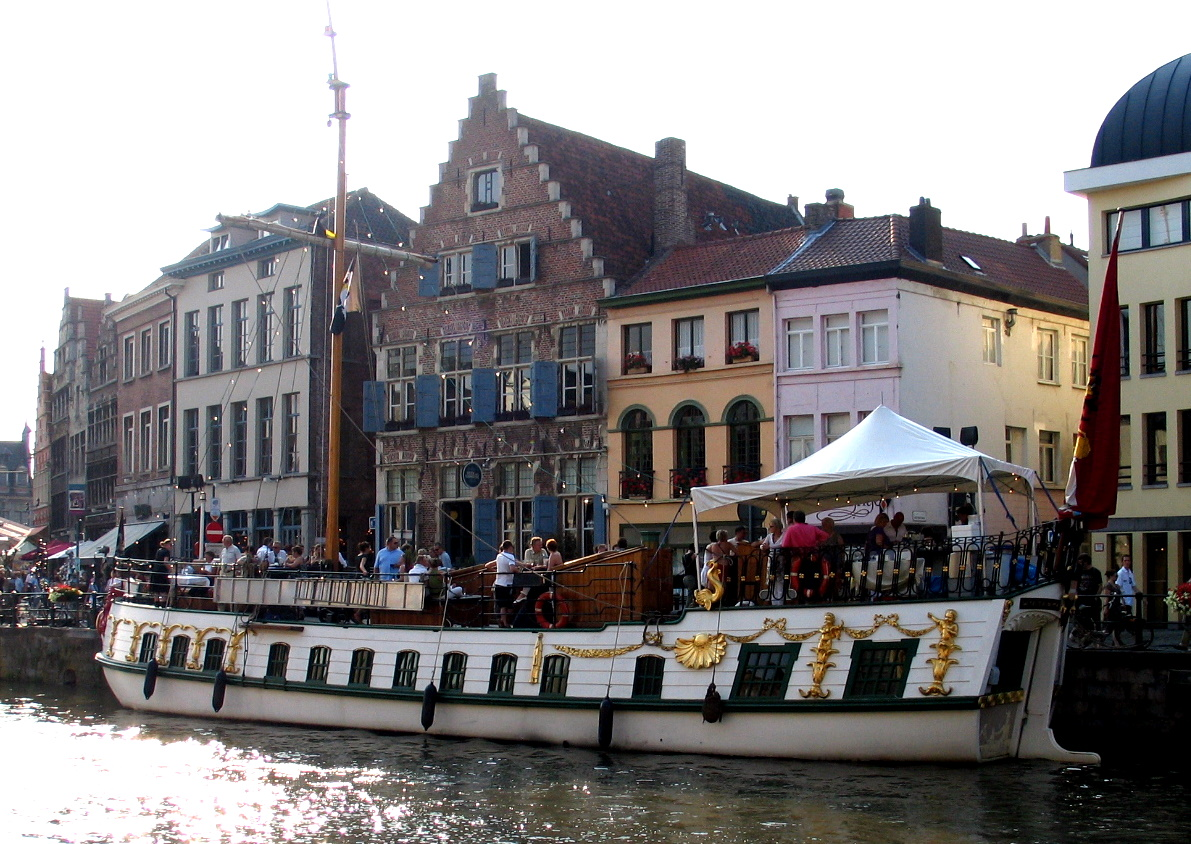
De Gentse barge aan de Kraanlei tijdens de Gentse Feesten 2008

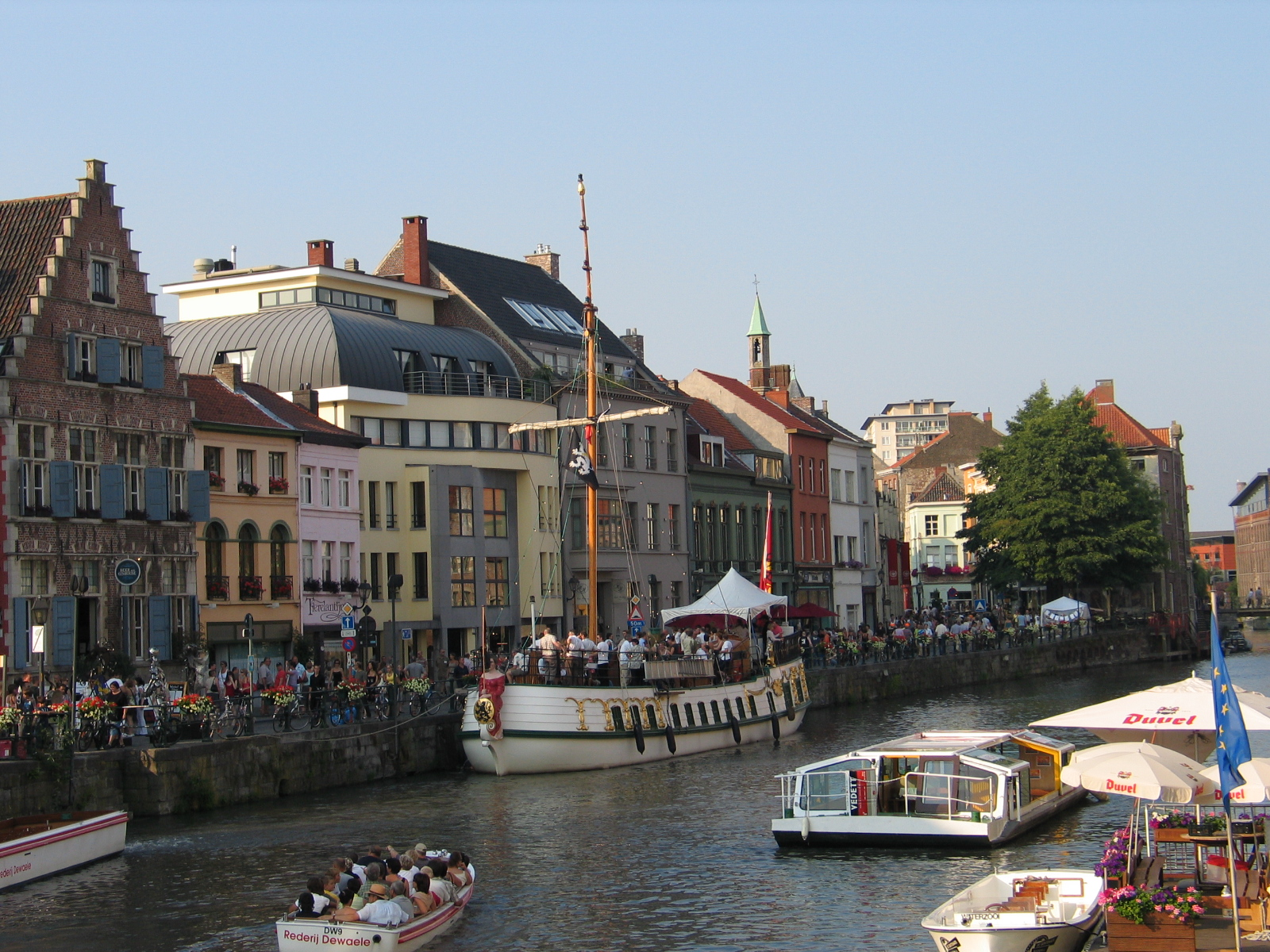

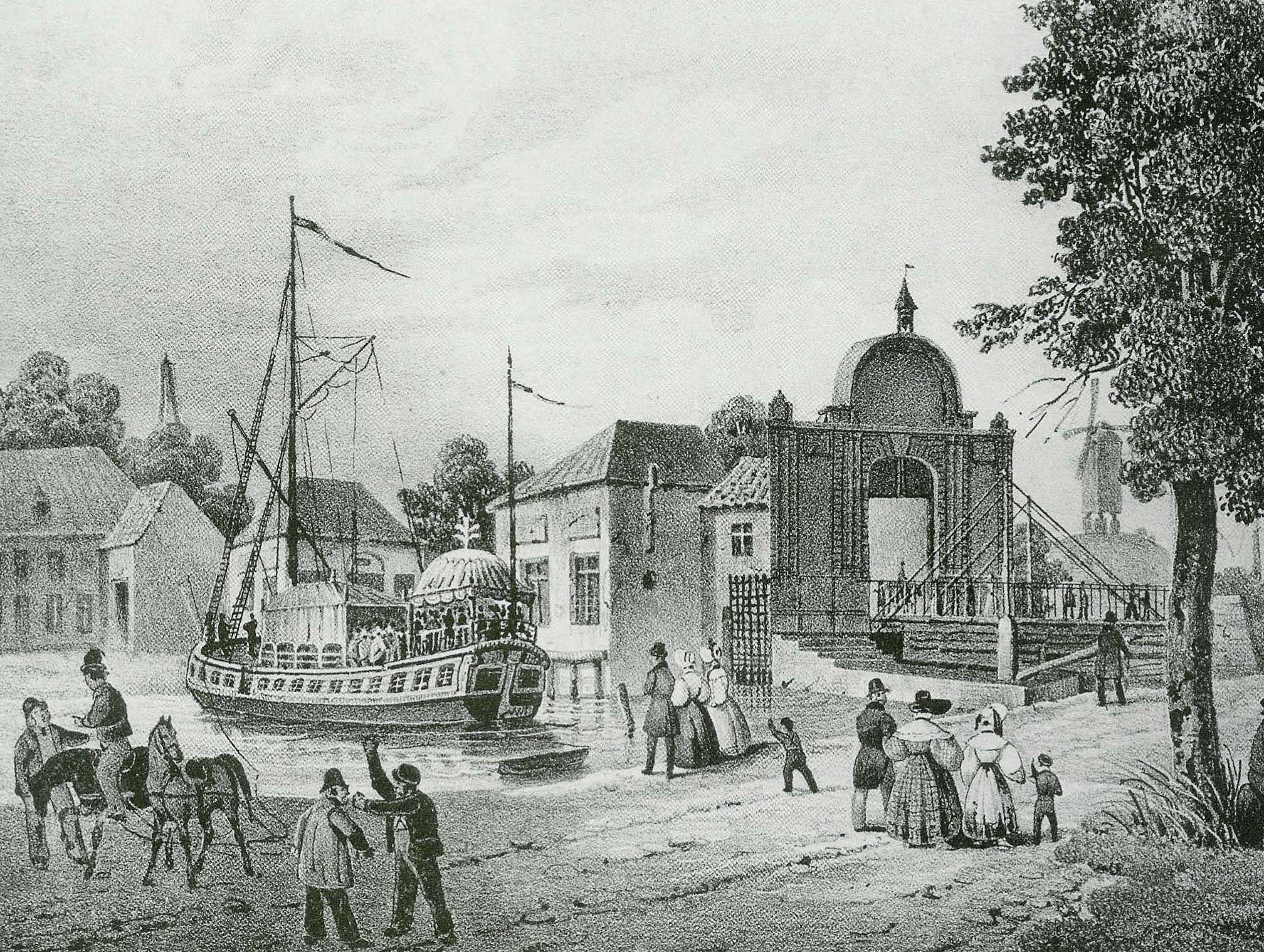
De oorspronkelijke barge aan de Katelijnepoort in Brugge

Het schip Gentse barge dat heden ten dage in Gent te zien is, is een historische reconstructie van een Gentse barge. Het is gebouwd door de vzw De Steenschuit uit Boom en vzw Beeldhouwerscollectief Loods 13 gevestigd in Gent. Hierbij werden langdurig werklozen en kansarmen tewerkgesteld. De bouw van de Gentse barge was een initiatief van havenkapitein André De Wilde en beeldhouwer en volkszanger Walter De Buck.

## De barge
De barge was een trekschuit die op het kanaal tussen de Belgische steden Gent en Brugge voer.
In tegenstelling tot de meeste andere trekschuitdiensten, was de Gentse barge bijzonder luxueus en comfortabel ingericht. Zo comfortabel zelfs, dat de koningen en koninginnen zich met de barge lieten vervoeren. De hoogste gasten die met de barge hadden meegevaren waren: Peter de Grote (in 1717), Lodewijk XV (in 1745), keizer Jozef II (in 1781) en keizerin Marie-Louise (in 1810).

## Geschiedenis
De bargedienst begon in 1624, op initiatief van de Staten van Vlaanderen toen de Brugse Vaart klaar was en bleef bestaan tot 1911. De Bargiekaai die nog steeds bestaat, herinnert aan de tijd toen de barges hier aanlegden, even buiten de Brugse poort. In Brugge legden de barges tot 1784 aan aan het Minnewater. Later verhuisde de aanlegplaats naar de Katelijnepoort zodat de grotere barges niet meer werden gehinderd door de lage brug bij het Minnewater.
De eerste barges, die gebouwd waren volgens de aanbesteding van 23 mei 1623, waren 17,5 m lang, 3,9 m breed en 2 m hoog. Scheepsbouwer Jacques Nevejans mocht de barges bouwen. Aan boord kon de barge een eetzaal met keuken, een buffet en een toiletruimte aan zijn passagiers aanbieden. De leden van de Staten van Vlaanderen reisden tijdens hun tochten door Vlaanderen in een aparte, beklede ruimte met een haardvuur, achteraan op het schip.
De aanbesteding van 1781 voorzag barges van 25 m lang, 5 m breed en 2,5 m hoog. Ze voorzag in alle details, tot de diktes van de planken voor de boeg, het beeldhouwwerk en het smeedwerk. Deze barges waren voorzien van keuken en schotelhuis, ijs- en bierkelder, bottelrij en toiletkamer. Concurrentie tussen de scheepsbouwers leidde ertoe dat de prijs van 8000 gulden zakte tot 4150 gulden.

## Exploitatie
Er werden meerdere barges ingezet. De reistijd bedroeg acht uur. De vaartuigen waren 23 meter lang en 4 meter breed. Ze waren oorspronkelijk vrij mooi versierd, maar met de komst van de spoorwegen in de 19e eeuw nam het belang van de barge af. De barges werden minder populair bij de rijkere klassen, en er was minder behoefte aan de pracht en luxe van weleer.
De barge werd met vijf paarden getrokken, maar als er een goede wind was, kon er ook gezeild worden.

## Bron
- Op sleeptouw door Oost-Vlaanderen (2000). Een uitgave van het Provinciebestuur Oost-Vlaanderen.